# Redondo (freguesia)
Redondo es una freguesia portuguesa del concelho de Redondo, con 307,94 km² de superficie y 5.763 habitantes (2001). Su densidad de población es de 18,7 hab/km².